# Francés Totsant Gròs

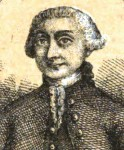
Retrat de l'edició de 1841

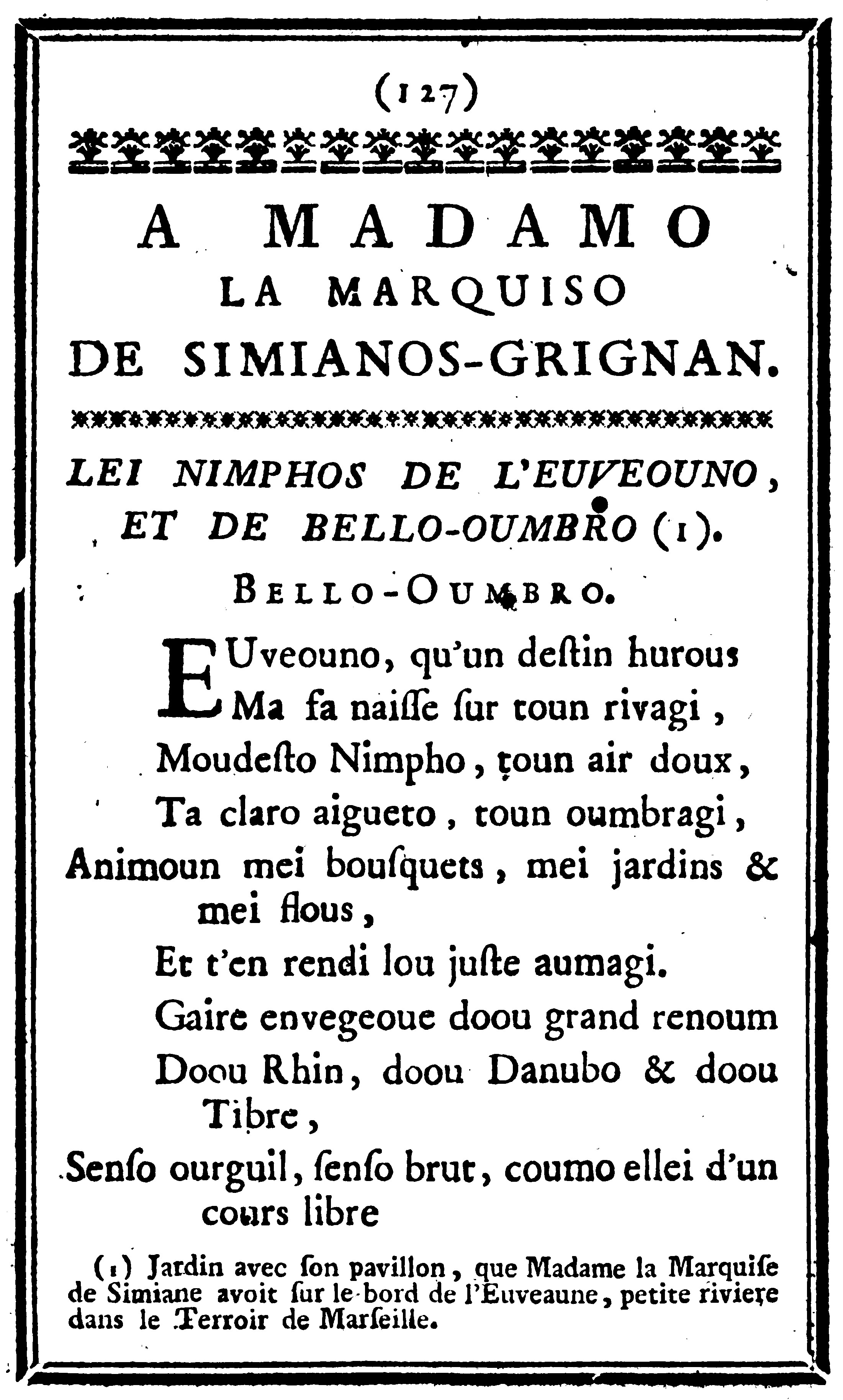
Dedicatòria a la seva amiga Pauline de Simane

Francés Totsant Gròs (en francés : François Toussaint Gros; Marsella, 1698 - Lió, el 20 de gener de 1748) fou un escriptor provençal de llengua occitana.
Gròs estudià en Marsella en el Collège de oratoriens per ésser preste però no va mai ésser ordenat. Fou amic de la marquesa de Simiana, neta de l'escriptora francesa marquesa de Sévigné. Gròs va viure a París. Se maridà e tingué fills. Va viure les seves darrers anys a Lió on tingué el poste administratiu de fermier.

## Edicions en línia
- Recuil de pouesiés prouvençalos, segunda edició, 1763.
- Obres completes, 1841.